# بیلی وان
بیلی وان (انگلیسی: Billy Vaughn؛ ۱۲ آوریل ۱۹۱۹ – ۲۶ سپتامبر ۱۹۹۱) یک نوازنده، و خواننده اهل ایالات متحده آمریکا بود.